# Willem van der Feltz (1940-2013)
Willem Frans Ewoud baron van der Feltz (Koudekerke, 8 mei 1940 – Breukelen, 13 maart 2013) was een Nederlands politicus van het CDA.
Van der Feltz, lid van de familie Van der Feltz, was ambtenaar bij de gemeente Voorburg voor hij in april 1981 benoemd werd tot burgemeester van de gemeenten Kamerik en Zegveld. Op 1 januari 1989 gingen die gemeenten beide op in de gemeente Woerden waarmee zijn functies kwamen te vervallen. Daarna werd van der Feltz burgemeester van Breukelen wat hij zou blijven tot hij medio 2000 vervroegd met pensioen ging.
Van der Feltz overleed begin 2013 op 72-jarige leeftijd.